# اد وارد
اد وارد (به هلندی: Aduard) یک منطقهٔ مسکونی در هلند است که در Westerkwartier واقع شده‌است. اد وارد ۲٬۳۶۰ نفر جمعیت دارد.